# 韋爾希夫卡 (巴爾區)
48°54′2″N 27°38′57″E / 48.90056°N 27.64917°E
韋爾希夫卡（烏克蘭語：Верхівка），是烏克蘭的村落，位於該國西南部文尼察州，由日梅林卡區負責管轄，始建於1917年，面積1.42平方公里，海拔高度254米，2001年人口566，人口密度每平方公里398.59人。